# Ōshima Takatō
 (août 2025).
Si vous disposez d'ouvrages ou d'articles de référence ou si vous connaissez des sites web de qualité traitant du thème abordé ici, merci de compléter l'article en donnant les références utiles à sa vérifiabilité et en les liant à la section « Notes et références ».
Ōshima Takatō (大島 高任, 11 mai 1826 - 29 mars 1901) est un ingénieur japonais qui a créé le premier haut fourneau à réverbération et le premier pistolet de modèle occidental du Japon.

## Biographie
Ōshima est né en 1826 avec le statut de samouraï à Morioka, domaine du clan Nanbu, qui est aujourd'hui dans la préfecture d'Iwate.
À cette époque, les clans féodaux du Japon étaient en concurrence pour développer des armements de type occidental. Le gouvernement du clan Mito a embauché Ōshima pour fabriquer des fusils occidentaux. En 1855, le premier des deux hauts fourneaux à réverbération qu'il construisait pour le clan est achevé. Ce four fut utilisé pour faire quatre mortiers au cours de l'année suivante. Ces mortiers, cependant, étaient défectueux en raison de la mauvaise qualité du fer employé.
Ōshima revient à Nanbu où il construit un nouveau fourneau de type occidental à Kamaishi pour produire de la fonte brute de haute qualité à partir de la magnétite extraite localement. Pour ce travail, il est aidé par un ingénieur prêté par le clan Satsuma. Ils s'inspirent d'une étude d'un livre néerlandais 'un Het Gietvezen in s'Rijks Ijzer-Geschutgieterij'te Luik de Huguenin. Leurs efforts sont couronnés de succès le 1er décembre 1857 quand ils allument le nouveau four pour la première fois.
Retournant dans le clan Mito l'année suivante, Ōshima frabrique avec succès trois mortiers et un canon. En avril, une importante cargaison de fonte arrive de Kamaishi et il fabrique trois autres gros canons. Après 1868, il contribue au développement de l'exploitaion minière du Japon.